# عاموس مانور
عاموس مانور رئيس جهاز الأمن العام (الشاباك) في الفترة ما بين 1953-1963.

## قبل فترة خدمته فيالشاباك
لقد وُلد عاموس مانور عام 1918 في منطقة ترانسيلفانيا في رومانيا وكان اسمه آنذاك أرثور ميندلوفيتش. وتم تجنيده بعد نشوب الحرب العالمية الثانية في الجيش المجري لكن تم ترحيله عام 1944 إلى معسكر الإبادة النازي أوشفيتش. وقد عمل سكرتيراً لفرع بوخارست في «جهاز استقدام اليهود الثاني» [الذي كان يعتني باستقدام اليهود من أوروبا إلى إسرائيل -فلسطين المحتلة-] حيث مُنح آنذاك اللقب السري «عاموس» الذي صار فيما بعد اسمه الشخصي. وقد قدم إلى البلاد عام 1949 وباشر عمله في جهاز الأمن العام بعد أقل من شهر.

## في جهاز الأمن العامالشاباك
- 1949 - تم تعيينه رئيساً لأحد أقسام هيئة الشؤون غير العربية حيث أصبح أول مدير لقسم شؤون أوروبا الشرقية.
- 1950 - تعيينه في منصب رئيس دائرة في هيئة الشؤون غير العربية
- 1952 - تعيينه نائباً لرئيس جهاز الأمن العام
- 1953 - تعيينه رئيساً لجهاز الأمن العام
- 1964 - اعتزل مهام منصبه رئيساً لجهاز الأمن العام.

حياته في فترة ما بعد اعتزاله خدمته في جهاز الأمن العام:
عمل عاموس مانور في شركة استثمارات سويسرية تعمل في إسرائيل وكذلك مستشاراً لشركات مختلفة كما أنه كان عضواً في مجالس إدارية لعدة شركات ورئيساً لمجالس إدارة